# Corynesporascaceae
Corynesporascaceae is een familie van de  Ascomyceten. Het typegeslacht is Corynesporasca.

## Geslachten
Volgens Index Fungorum bestaat de familie uit de volgende geslachten:
- Corynespora
- Corynesporasca